# Manuel Menzel
Manuel Menzel (* 29. September 1987 in Frankfurt am Main) ist ein deutscher Fußballspieler.
Manuel Menzel begann in den Jugendabteilungen von Kickers Offenbach, Eintracht Frankfurt und Werder Bremen. Bei Bremen schaffte er es bis in die A-Jugend und wechselte 2005 in die A-Jugend-Mannschaft von Kickers Emden. Zur Saison 2006/07 rückte er in den Aktivenbereich der Emder auf. Am 5. April 2009 gab er gegen den SV Sandhausen sein Profidebüt in der 3. Liga, dies war zugleich sein Ligadebüt für Emden.
| Personendaten    | Personendaten             |
| ---------------- | ------------------------- |
| NAME             | Menzel, Manuel            |
| KURZBESCHREIBUNG | deutscher Fußballspieler  |
| GEBURTSDATUM     | 29. September 1987        |
| GEBURTSORT       | Frankfurt am Main, Hessen |